# Akrotiri (Santoryn)

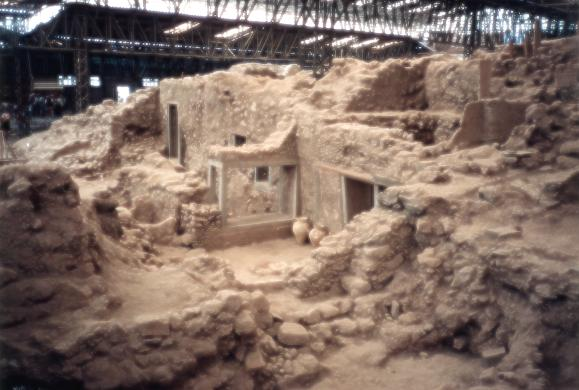
Fragment miasta

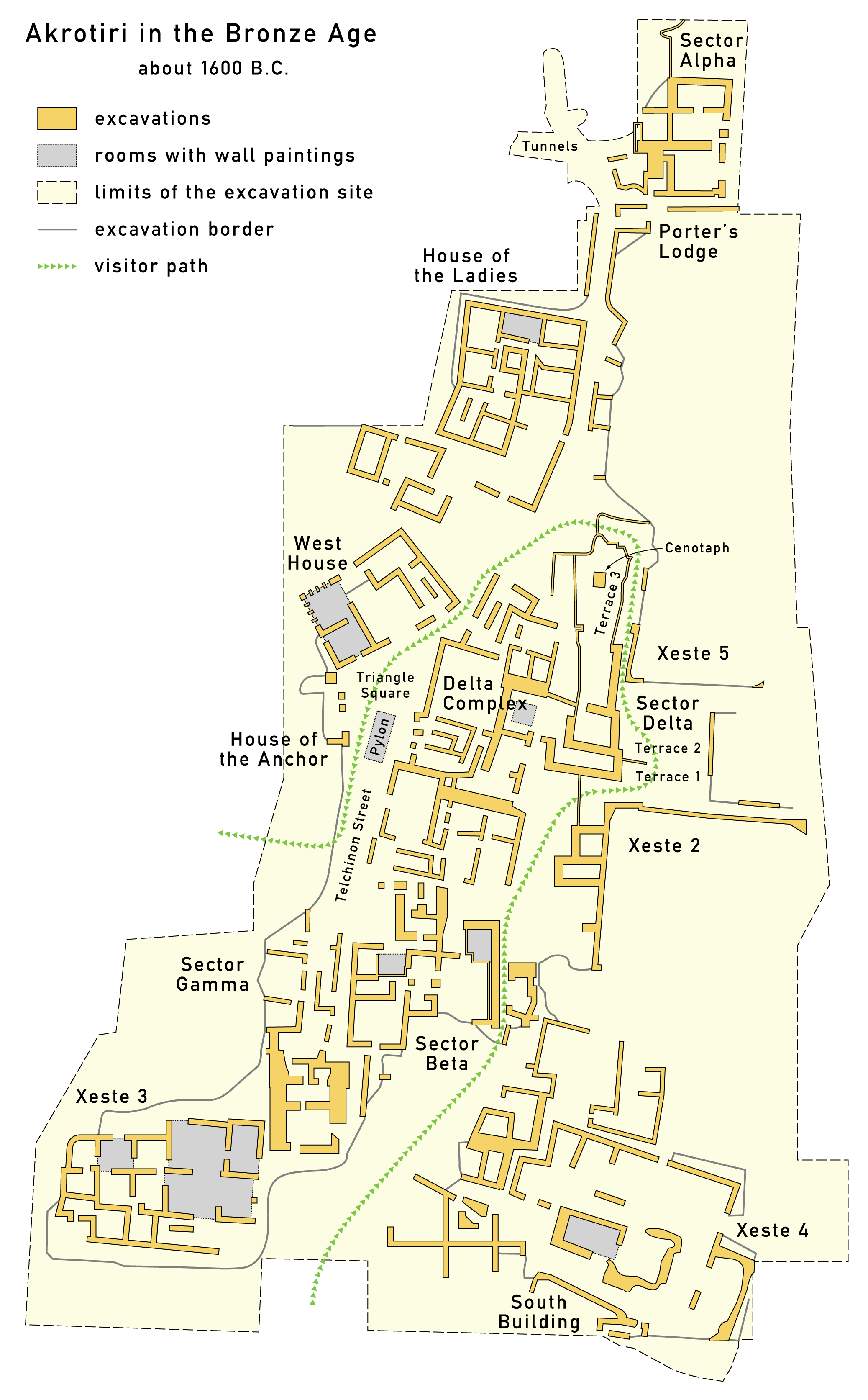
Mapa Akrotiri z epoki brązu

Akrotiri – wieś na greckiej wyspie Santoryn (Cyklady), na terenie której znajdowało się starożytne miasto, zniszczone przez wybuch wulkanu pod koniec XVII wieku p.n.e. Aktualnie stanowisko archeologiczne, znane z bardzo dobrze zachowanych świadectw życia codziennego jego starożytnych mieszkańców.
Pierwsze wykopaliska rozpoczęto w XIX wieku, jednakże regularne prace zaczęły się w 1967 pod kierownictwem Spiridona Marinatosa. Do roku 2006 odkopano 12 domów, solidnie zbudowanych z ciosów kamiennych, mających do 3 kondygnacji. Znaleziono również pozostałości waz minojskich i mebli oraz inskrypcje w piśmie linearnym A. Najciekawsze są bardzo dobrze zachowane freski przedstawiające najczęściej sceny z życia codziennego – jeden z najbardziej znanych przedstawia dwóch chłopców niosących ryby. Pierwsza odnaleziona osada datowana jest IV tysiąclecie p.n.e., natomiast szczyt rozwoju miasta przypada na okres pomiędzy XX a XVI wiekiem p.n.e. W tym okresie miasto obejmowało obszar ponad 20 ha i miało kilka tysięcy mieszkańców, zajmujących się głównie handlem. Ulice były wąskie, mieszkania jednak obszerne, zbudowane z cegły glinianej, z gipsowanymi ścianami, toaletami połączonymi z kanalizacja miejską. Do niektórych domów doprowadzone były dwie rury z wodą, prawdopodobnie w jednej z nich była ciepła woda pochodząca ze źródeł termalnych.

## Malowidła z Akrotiri

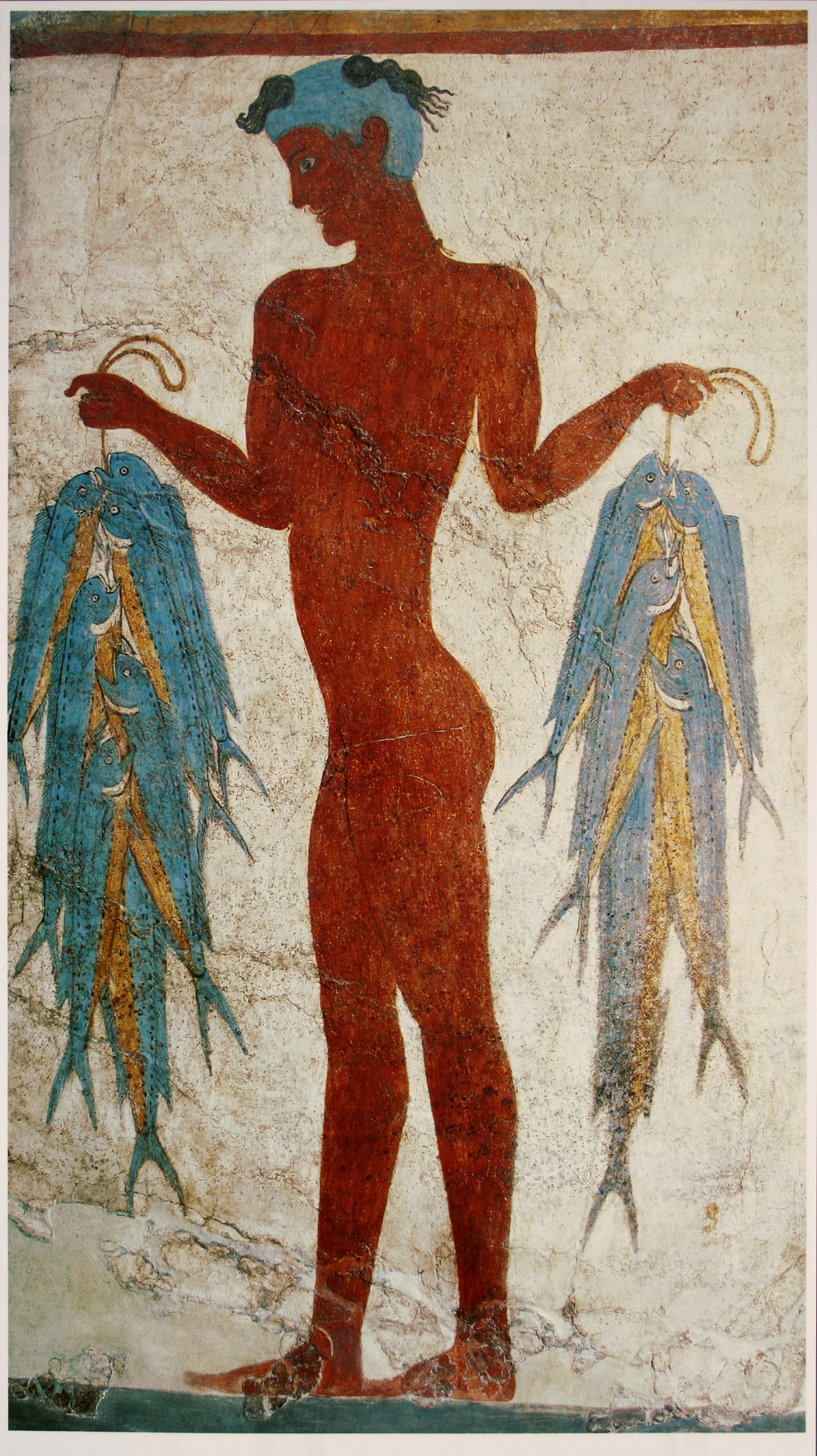
Fragment fresku Chłopcy niosący ryby
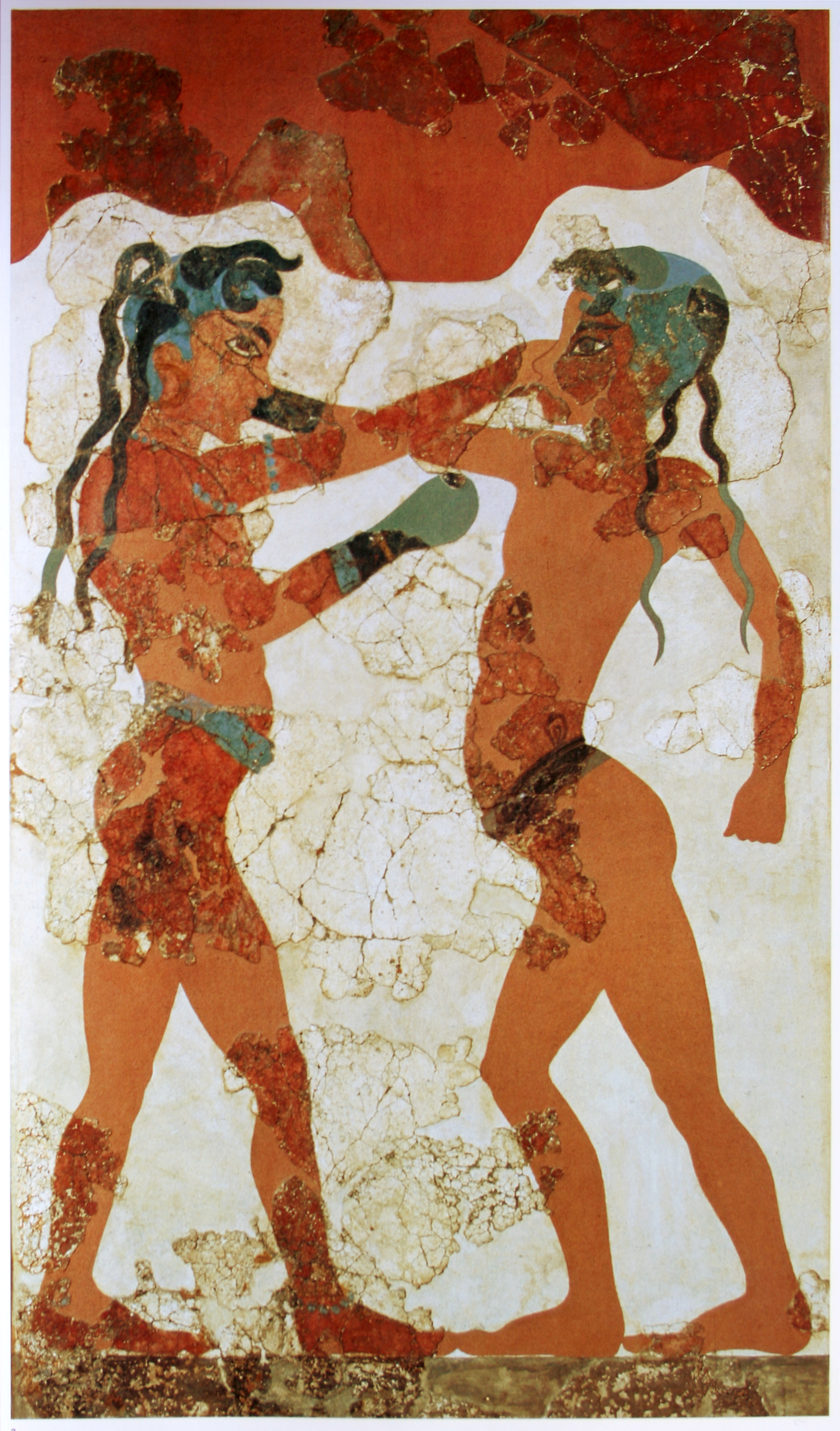
Walczące dzieci
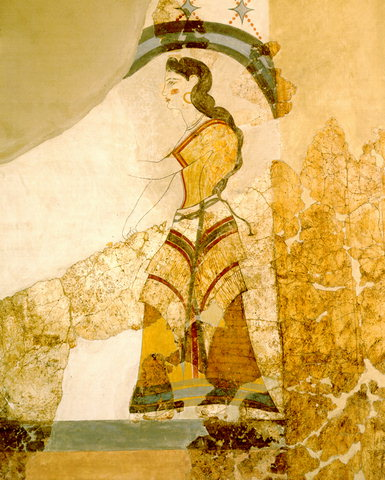
Dama z papirusem
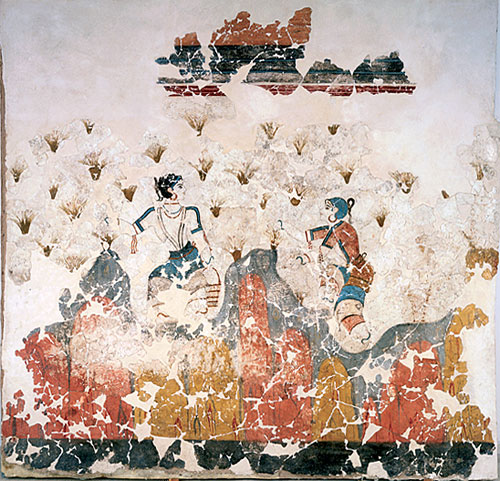
Zbieranie szafranu
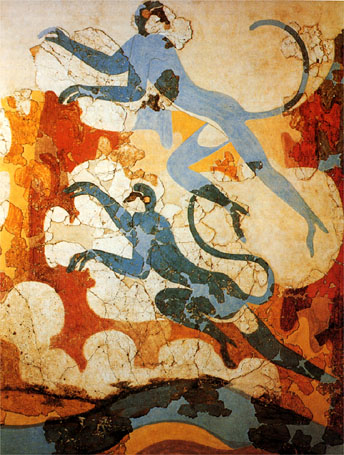
Niebieskie małpy
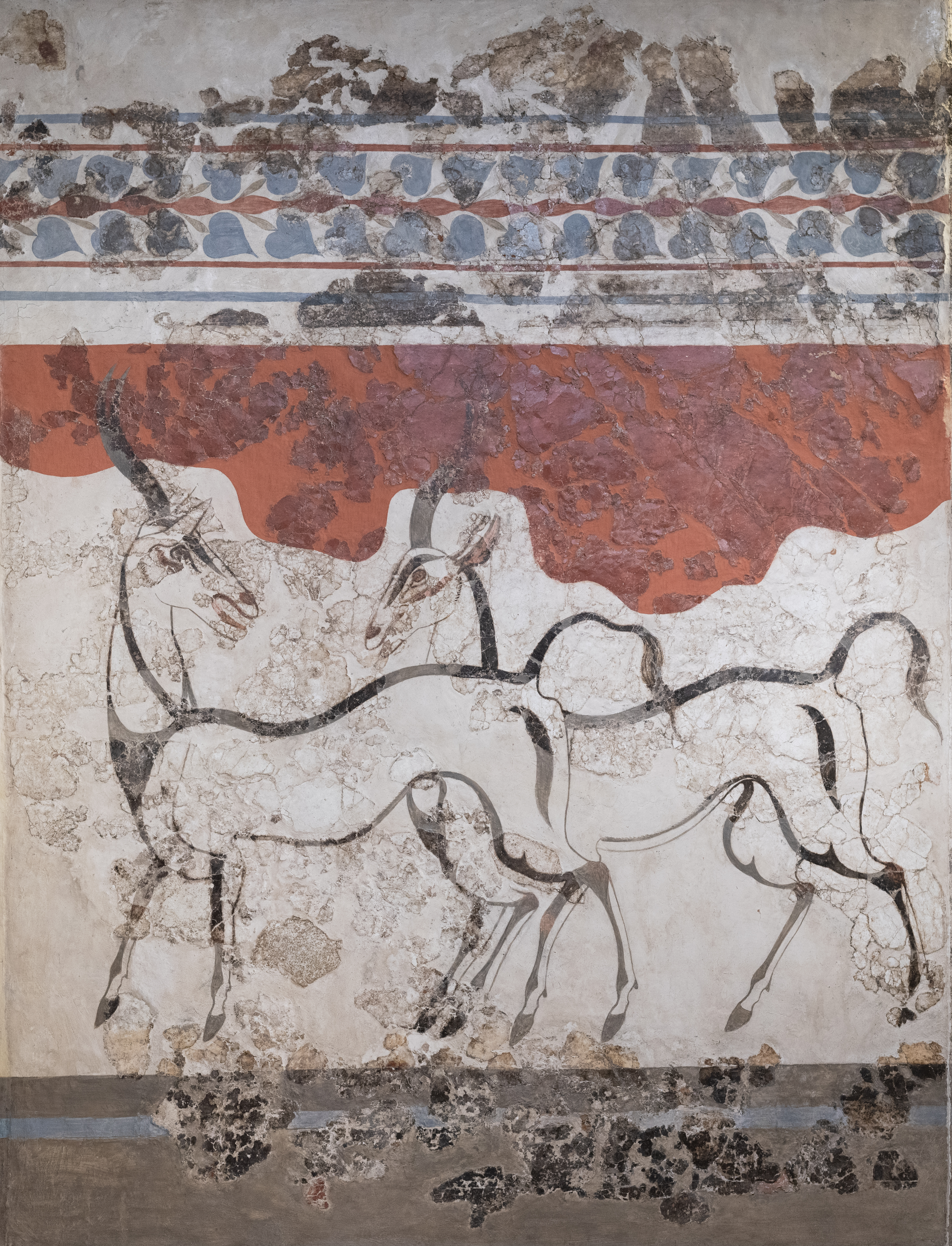
Antylopy (kozy?)
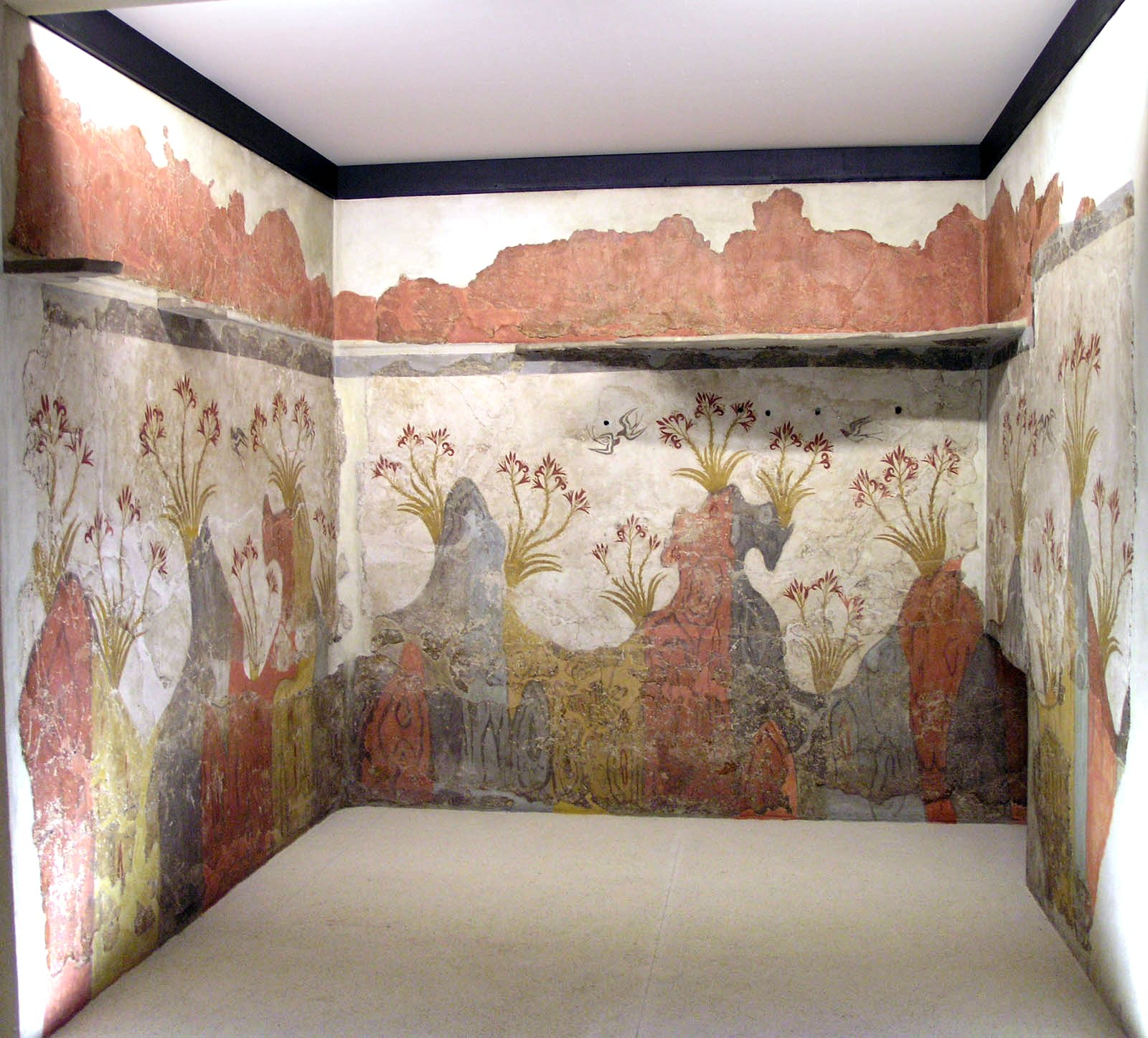
Fresk wiosenny z wnętrza D2, ob. Arch. MN w Atenach. Widoczne jaskółki
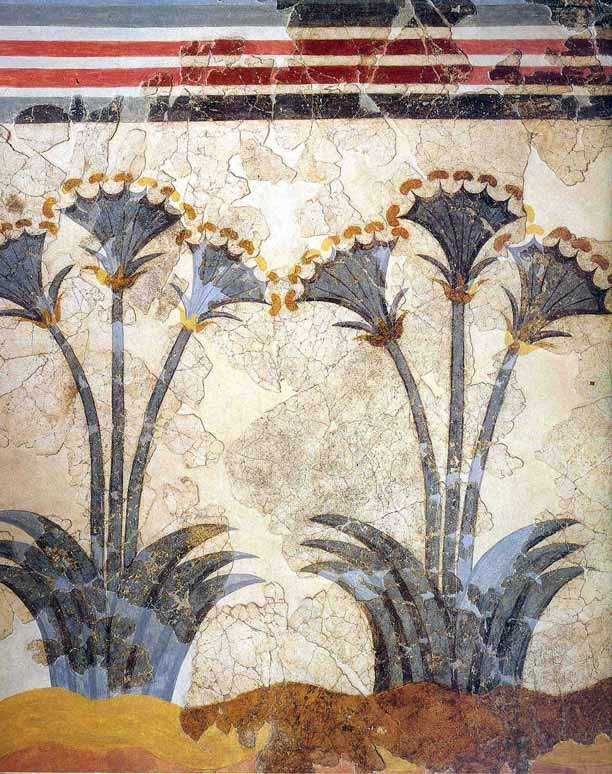
Lilie morskie
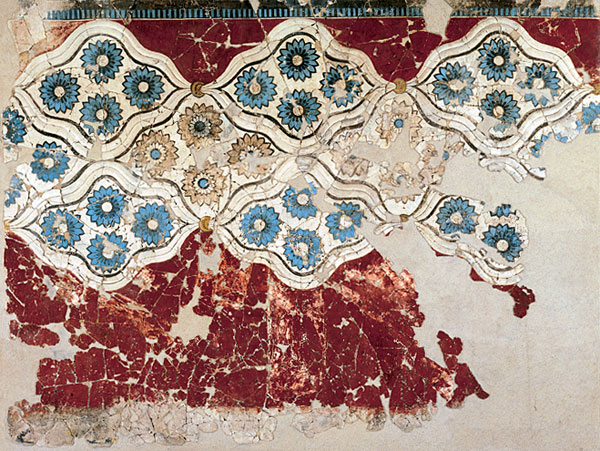
Ornament z rozetkami
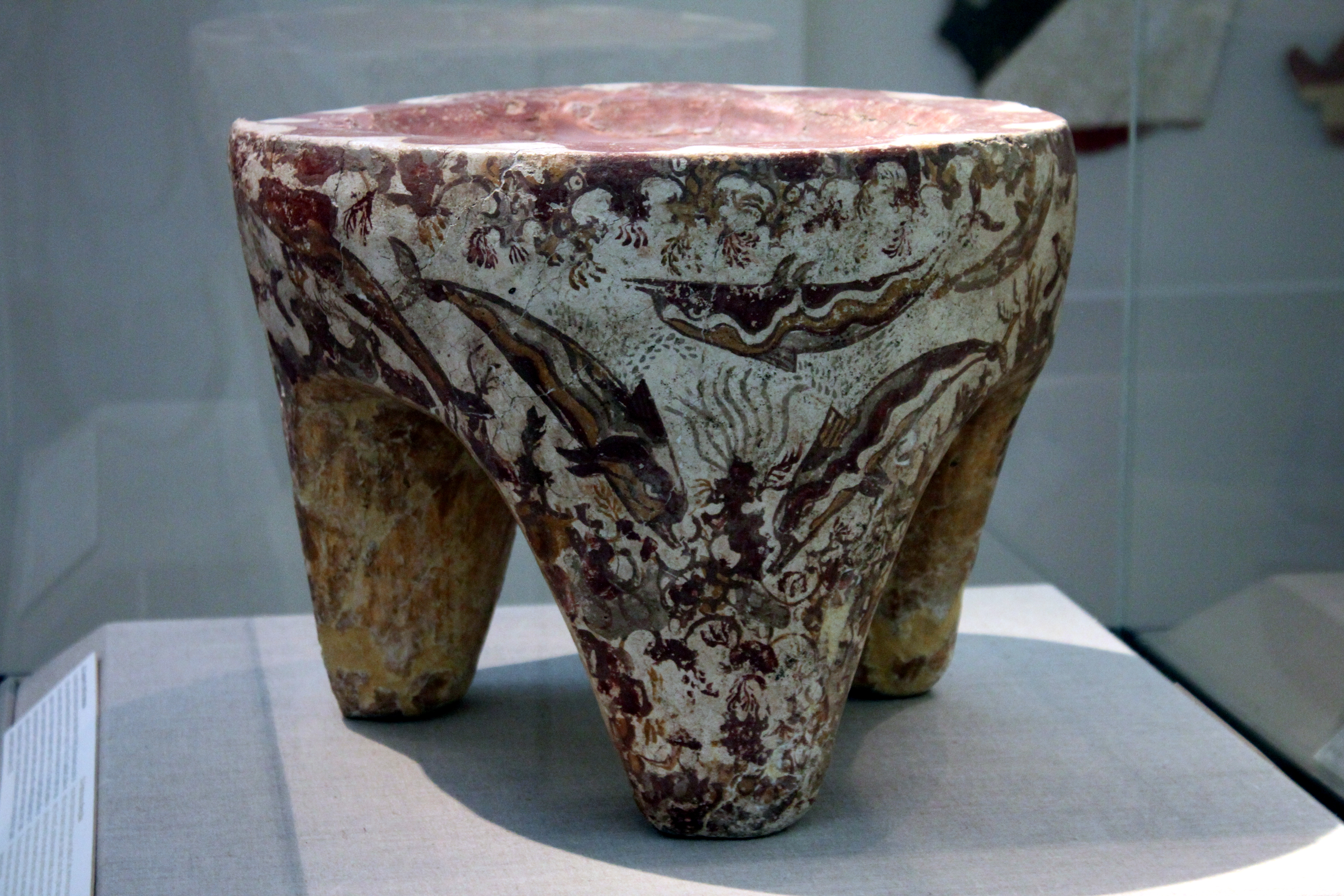
Kamienny stół ofiarny z podmorskim krajobrazem z delfinami